# Kalle Anka & C:o
Kalle Anka & C:o (registrerat som Walt Disney's Kalle Anka & Co) är Sveriges äldsta ännu utkommande serietidning. Första numret utkom i september 1948. Tidningen utges veckovis av Egmont Kärnan.

## Utgivning
Första numret utkom i september 1948 och kostade då 60 öre. Den 25 september 1999, 51 år senare, såldes ett toppexemplar av samma nummer på auktion för 170 000 kronor.
Utgivningstakten var från början ett nummer per månad. År 1957 började den att komma ut varannan vecka och sedan i juli 1959 har den varit en veckotidning. Till och med nummer 28 år 1992 var normalomfånget på varje nummer 36 sidor. Därefter höjdes sidantalet till 48 sidor, för att från och med nummer 1 år 1997 ligga på 64 sidor. Tidningen består av 52 sidor. På sommaren och vissa högtider är sidantalet höjt till 96 sidor.
Kalle Anka & C:o och dess skandinaviska systerutgåvor Anders And & C:o (Danmark) och Donald Duck & C:o (Norge) är identiska, frånsett språket. Alla ges ut av den skandinaviska företagskoncern som grundades år 1878 under namnet Gutenberghus men 1992 ändrade namn till Egmont, efter sin grundare. Huvudkontoret ligger i Köpenhamn. Finska Aku Ankka har en egen redaktion, men till stor del samma serier. Utöver de nordiska länderna publicerar Egmont även disneytidningar i bland annat Östeuropa.
Huvudkontoret för den svenska tidningen ligger sedan starten i Malmö, där tidningen också alltid har tryckts. Även om förlaget har varit detsamma sedan 1957 har dock dess namn ändrats under årens lopp:
- 1/1948–18/1957: Richters förlag AB
- 19/1957–28/1992: Hemmets Journal AB (ansvarig för prenumerationer sedan 11/57)
- 29/1992–51/1992: Serieförlaget/Hemmets Journal AB
- 52/1992–24/1994: Serieförlaget Svenska AB
- 25/1994–37/1997: Serieförlaget
- 38/1997–2003: Egmont Serieförlaget
- Sedan 2003: Egmont Publishing

Tryckeri angavs från starten och fram till 24/1994 som Hemmets Journal AB, och därefter som Hemmets Journal, Egmont AB. År 1998 påbörjades utgivningen av Kalle Anka & C:o - Den kompletta årgången som samlar de äldsta årgångarna av tidningen i inbundna böcker.
Tidningen första nummer trycktes i 60 400 exemplar (i dess första upplaga) av vilka 53 800 expedierades. Därefter ökade upplagesiffrorna stadigt och tidningens första TS-kontrollerade upplaga för första halvåret 1957 var på 220 900 sålda exemplar. TS-upplagan toppade på över 250 000 sålda exemplar under slutet av 1960- och början av 1970-talet, men sjönk någorlunda stadigt efter 1980-talets slut. Tidningens sista TS-upplaga var för år 2012 och låg på 53 500 exemplar, varefter Kalle Anka & Co som sista serietidning slutade redovisa TS-upplaga.
2021 började Kalle Anka & Co bara att säljas i butik varannan vecka. Prenumeranterna får fortfarande tidningen varje vecka/52 nummer per år.[källa behövs]

## Innehåll

### Serier
Under 1940- och 1950-talen hämtades tidningens serier och omslag uteslutande från sina amerikanska motsvarigheter – främst Walt Disney's Comics and Stories (WDC), de amerikanska disneytidningarnas flaggskepp, som också hade varit förebilden för Kalle Anka & C:o. I takt med att tidningen ökade i utgivningstakt började materialbristen bli allt påtagligare. Lösningen blev att man även började ta in serier från andra produktionsstabar, och under de följande decennierna förekom WDC-materialet allt mer sällan. 1984 lades produktionen av dessa serier ner i USA.
För att lösa bristen på material skaffade sig Gutenberghus licens att börja producerera eget disneymaterial – till en början rörde det sig enbart omslag, och tecknare för dessa var Nils Rydahl. Det första av dessa skandinaviska omslag som publicerades i Sverige var omslaget till nummer 1/1960. Efter ett par år började man även skapa egna serier, även dessa tecknade av Rydahl, dock efter andras manus. Den första, Kalle Anka konkurrerar med konstnären Rembrandt, blev också den första att publiceras i Kalle Anka & C:o, i nummer 36/1962. Den skandinaviska produktionen tog sedan gradvis över mer och mer av utrymmet i tidningen, för att vid 1970-talets andra hälft komma att stå för merparten av innehållet, och Kalle Anka & C:o är i allt väsentligt en skandinavisk produktion.
Även Disneykoncernen själva bidrog delvis till Kalle Anka & C:o och systertidningarnas brist på material genom att man samlade flera frilansande amerikanska tecknare som började skapa serier direkt för den europeiska marknaden. Under andra hälften av 1960-talet och större delen av 1970-talet utgjorde dessa serier en avsevärd del av tidningens innehåll, men sedan 1981 har de i stort sett helt varit frånvarande från tidningen, och sedan 1990 är produktionen av dessa serier nedlagda.
Under åren 1965-1967 publicerades också flera serier producerade av det italienska produktionshuset Mondadori (senare Disney Italia). Då dessa serier mestadels var betydligt längre än både de danska och de amerikanska serierna, styckades de vanligtvis upp och gick som fortsättningsserier, ofta i nedkortat skick. När Kalle Ankas Pocket började komma ut 1968 förflyttades dock de italienska serierna över till denna titel, där de kunde publiceras utan ingrepp. Redan 1970 återkom dock de italienska serierna i Kalle Anka & C:o, där de var ett återkommande inslag under större delen av 1970-talet. År 1976 lanserades dock pockettidningen Farbror Joakim varefter de italienska serierna förekom allt mer sällan i veckotidningen, och sedan 1979 har de, endast med ett par undantag, inte synts till där.
Åren 1967 till 1972 sågs även flera kortare serier från Nederländerna, många med Lille Hiawatha i huvudrollen, i tidningen. Under andra hälften av 1980-talet återkom den holländska produktionen, nu huvudsakligen i serier med Kalle Anka själv som stjärna. I Kalle Anka & C:o innehåller så gott som varje nummer någon nederländsk serie.
Utöver detta har även enstaka serier från Frankrike och Tyskland setts till i Kalle Anka & C:o.

### Författare
Manusförfattarna och tecknarna till tidningens serier var länge anonyma. De första åren annonserade redaktionen i klartext, fast lögnaktigt, att Walt Disney själv skrev och ritade historierna. 
De flesta (och enligt många de bästa) historierna var till och med 1960-talet skrivna och tecknade av Carl Barks. Hans historier återkom under åren därefter under rubriken "Favorit i repris". När anonymitetsslöjan på 1980-talet så sakta började lyftas var Barks den förste Kalle Anka-kreatören som omtalades, i specialartiklar i tidningen.
Någon gång på 2000-talet ändrade Egmont policy (säkert delvis en följd av Don Rosas popularitet och omisskännliga stil), och började namnge såväl tecknare, författare som översättare till varje enskild historia i tidningen. Numera brukar man ofta också uppmärksamma kreatörerna, särskilt de nordiska, med specialartiklar och intervjuer.

### Redaktionellt material
Bland innehållet har genom åren även funnits plats för artiklar, redaktionellt material och läsarbidrag. Under en lång period på 1970-, 80- och 90-talet ansvarade "Farmor Anka" för majoriteten av dessa sidor – bakom denna pseudonym dolde sig dåvarande redaktören och ansvarige utgivaren Signe Wiberg. På senare år har denna typ av material funnits under ett flertal olika rubriker – bland de mest populära finns "Svinesson" (en karaktär som härrör från en gammal serie av Carl Barks – Kalle Anka och tur-knutten Alexander Lukas (Gladstone's Terrible Secret) – men som inte dykt upp i andra serier) dit läsarna kan skicka sina frågor via e-post och få ett, ofta upplevt oförskämt, svar.

## Redaktion

### Översättare
- Magister Axel Norbeck (ordinarie 1948–1957)
- Fil. lic. P.A. Westrin (ordinarie 1957–1981)
- Ronny Åström (inhoppare 1970-talet)
- Ingrid Emond  (ordinarie 1981–1985)
- Stefan Diös (ordinarie 1985–)
- Reine Mårtensson (inhoppare 2007–2011)
- Kaija Olausson (inhoppare 2008–)

### Redaktör
- 1/1948–21/1960: Ingen uppgift
- 22/1960–52/1964: N. H. Nilsén
- 1/1965–48/1975: Solveig Svensson
- 49/1975–28/1992: Signe Wiberg
- 29/1992–24/1994: Kerstin Lomholt
- 25/1994–52/1996: Unn Printz-Påhlson
- 1/1997–26/2003: Tord Jönsson
- 27/2003–6/2012: Barbro Andersson
- 7/2012–: Jonas Lidheimer

### Ansvarig utgivare
- 1/1948–6/1955: Gerlach Richter
- 7/1955–35/1968: K Follin
- 36/1968–39/1968: Alf Sjöberg
- 40/1968–13/1969: K Follin
- 14/1969–52/1970: Alf Sjöberg
- 1/1971–48/1975: Solveig Svensson
- 49/1975–28/1992: Signe Wiberg
- 29/1992–24/1994: Kerstin Lomholt
- 25/1994–52/1996: Annelis Dahlqvist
- 1/1997–26/2003: Tord Jönsson
- 27/2003–2011: Barbro Andersson
- 2012–: Daniel Carlsson

## Systertidningar
Ända sedan 1937 har det funnits Disneytidningar på svenska. Under 2000-talet började dock även tidningar med Kalle Anka & C:o i titeln att dyka upp:
- Kalle Anka & C:o Sommarlov är en tidning som brukar komma ut på sommaren. I tidningen finns pyssel och serier. Tidningen har kommit ut sedan sommaren 2003.
- Kalle Anka & C:o Vinterkul är en tidning som brukar komma ut på vintern. I tidningen finns, liksom i sommartidningen, pyssel och serier. Tidningen har kommit ut sedan vintern 2003.
- Kalle Anka & C:o Skollov är ett samlingsnamn för ovanstående tidningar.[4]
- Kalle Anka & C:o Korsord är en korsordstidning som även innehåller kortare serier.
- Kalle Anka & C:o Sudoku är en tidning med sudoku, och visst seriematerial.
- Kalle Anka & C:o Kick-it! är en fotbollstidning, utgiven sedan 2006, som även innehåller serier.